# Effetto memoria gravitazionale
| | senza effetto memoria |
| | con effetto memoria   |
| All'istante iniziale t0 le masse inerziali (in caduta libera) sono disposte in cerchio sullo stesso piano. Poi arriva un'onda gravitazionale perpendicolare al piano, con polarizzazione +, che cambia le posizioni delle masse. Passata l'onda (istante t1) le masse ritornano alla configurazione di partenza, se non c'è effetto memoria, altrimenti rimangono in una posizione leggermente diversa da quella a t0. Gli spostamenti nella realtà sono infinitesimi. |                       |

L'effetto memoria gravitazionale è un cambiamento persistente della posizione relativa tra coppie di masse nello spazio che dovrebbe verificarsi a causa del passaggio di un'onda gravitazionale. Il rilevamento sperimentale di un tale effetto sarebbe un'ulteriore conferma della teoria della relatività generale di Albert Einstein.
Nel 2014 Andrew Strominger e Aleksandr Žiboedov hanno dimostrato che la formula relativa all'effetto memoria è la trasformata di Fourier nel tempo del teorema dei gravitoni molli di Weinberg.

## Effetto lineare e non lineare
Sono stati previsti due tipi di effetto memoria gravitazionale: uno basato su un'approssimazione lineare delle equazioni di Einstein, proposto per la prima volta nel 1974 dagli scienziati russi Yakov Borisovič Zel'dovič e A. G. Polnarev, poi sviluppato anche da V. B. Braginsky e L. P. Grishchuk, e uno basato su un'approssimazione non lineare, noto come effetto memoria non lineare, proposto per la prima volta nel 1991 da Demetrios Christodoulou.
L'effetto memoria non lineare potrebbe essere sfruttato per determinare l'inclinazione, rispetto a noi osservatori, del piano su cui si muovevano i due oggetti che si sono fusi e hanno generato le onde gravitazionali, rendendo più preciso il calcolo della loro distanza, in quanto l'ampiezza dell'onda ricevuta (ciò che sperimentalmente si misura) dipende dalla distanza della sorgente e dall'inclinazione suddetta rispetto a noi.

## Effetto memoria di spin gravitazionale
Nel 2016 è stato proposto un nuovo tipo di effetto memoria, indotto dalle onde gravitazionali su oggetti o raggi di luce che si muovono lungo traiettorie circolari perpendicolari alle onde e causato dal momento angolare delle onde stesse. Per questo è stato definito memoria di spin gravitazionale. Come nel caso precedente, anche questa memoria risulta essere una trasformata di Fourier nel tempo, ma in questo caso riguarda il termine di sviluppo successivo del teorema del gravitone molle.

## Rilevamento

L'effetto (ingigantito) nel caso del passaggio di un'onda gravitazionale prodotta dalla fusione di due buchi neri

L'effetto dovrebbe, in teoria, essere rilevabile registrando i cambiamenti nella distanza tra coppie di oggetti in caduta libera nello spaziotempo prima e dopo il passaggio delle onde gravitazionali. Il rivelatore LISA, un'antenna gravitazionale spaziale il cui lancio è previsto per il 2034, dovrebbe rilevare facilmente l'effetto memoria. Invece il rilevamento tramite antenne terrestri già in funzione, come LIGO e VIRGO, è complicato da due fattori. In primo luogo, la frequenza di oscillazione a cui sono sensibili è al di sopra di quella richiesta per rilevare l'effetto. In secondo luogo, non sono basate su masse campione in caduta libera, per cui le loro parti tornerebbero alla posizione iniziale successivamente al passaggio delle onde gravitazionali.. Tuttavia, poiché migliaia di eventi vengono registrati dai rivelatori terrestri, statisticamente, nel corso di diversi anni, i dati cumulativi potrebbero essere sufficienti per confermare l'esistenza dell'effetto.